# Korzecznik-Podlesie
Korzecznik-Podlesie – wieś w Polsce położona w województwie wielkopolskim, w powiecie kolskim, w gminie Babiak.
We wsi znajduje się sklep spożywczy oraz gospodarstwo agroturystyczne "Maćko".
W latach 1975–1998 miejscowość administracyjnie należała do województwa konińskiego.
Zobacz też: Korzecznik, Korzecznik-Szatanowo